# Balul de sîmbătă seara
Balul de sîmbătă seara este un film românesc din 1968 regizat de Geo Saizescu. Rolurile principale au fost interpretate de actorii Sebastian Papaiani, Mariella Petrescu și Ana Széles.

## Distribuție
Distribuția filmului este alcătuită din:
- Sebastian Papaiani — Stelian Papă, șofer pe camioneta șantierului Porțile de Fier
- Mariella Petrescu — Raluca, cântăreață amatoare din Craiova, iubita brunetă a lui Papă
- Ana Széles — Lia, dansatoare din Craiova, iubita blondă a lui Papă (menționată Ana Széleș)
- Octavian Cotescu — Toma Petecaru, șofer pe un camion „Tatra”, colegul de cameră al lui Papă
- Constantin Băltărețu — Zeno, șofer de camion, prietenul lui Papă
- Puiu Călinescu — țăranul pocăit
- Mișu Fotino — Gigi, fostul iubit al Liei (menționat Mihai Fotino)
- Coca Andronescu — asistenta medicală
- Nineta Gusti — autostopista în vârstă
- Ion Gheorghiu
- Jeny Petrescu
- Nucu Păunescu — cantonierul CFR
- Dorin Dron — nea Mitică, responsabilul cantinei de pe șantierul hidrocentralei Porțile de Fier
- Nicolae Ralea
- Octavian Cosmuță (menționat Octavian Cozmuță)
- Emil Bozdogescu
- Dumitru Chesa
- George Motoi (menționat George Mottoi)
- Andrei Bursaci
- Dragoș Mîrzan
- Elena Mihalache
- Elena Cristea
- Maria Varlam
- Emil Boroghină
- Octav Ioniță
- Sofrone Constantinescu
- Maria Boboiceanu
- Ștefan Oneci
- Mariana Cercel
- Cornel Patrichi
- Traian D.R. Popescu — copilul Ghiță

## Primire
Filmul a fost vizionat de 2.647.495 de spectatori în cinematografele din România, după cum atestă o situație a numărului de spectatori înregistrat de filmele românești de la data premierei și până la data de 31 decembrie 2014 alcătuită de Centrul Național al Cinematografiei.